# Dragon Quest X
Dragon Quest X: Mezameshi Itsutsu no Shuzoku Online är ett MMORPG utvecklat och publicerat av Square Enix. Spelet är det tionde spelet i Dragon Quest-serien och den första endast-online titeln i serien. Spelet blev ursprungligen släppt för Wii, och blev senare portad till Wii U och Microsoft Windows. Senare släpptes även versioner för Android, IOS och Nintendo 3DS, samt portar till Playstation 4 och Nintendo Switch. Den ursprungliga versionen släpptes 2012, och expansioner släpptes 2013 och 2015.